# Propustek nedokončené železnice Děrné sever
Propustek nedokončené železnice Děrné sever je technická památka a jeden ze dvou kamenných klenbových propustků na katastru vesnice Děrné (místní část města Fulnek) na nedokončené železniční trati z Fulneku do Opavy. Propustek se nachází v severní části Děrné ve Vítkovské vrchovině v okrese Nový Jičín v Moravskoslezském kraji. Pod propustkem teče bezejmenný přítok potoka Gručovka (povodí řeky Odry). Propustek byl vybudován pro plánované železniční spojení Pruska a Uherska (přes slovenský Trenčín) v letech 1873 až 1874. K dokončení železniční trati nad propustkem však nedošlo z důvodu krachu na vídeňské burze. Na trati se vyskytuje ještě několik dalších propustků, náspů pro tunely a sloupů pro mosty.

## Další informace
Místo je přístupné pěšky po lesních cestách.
Poblíže propustku se nachází studánka U Tunelu.

## Galerie

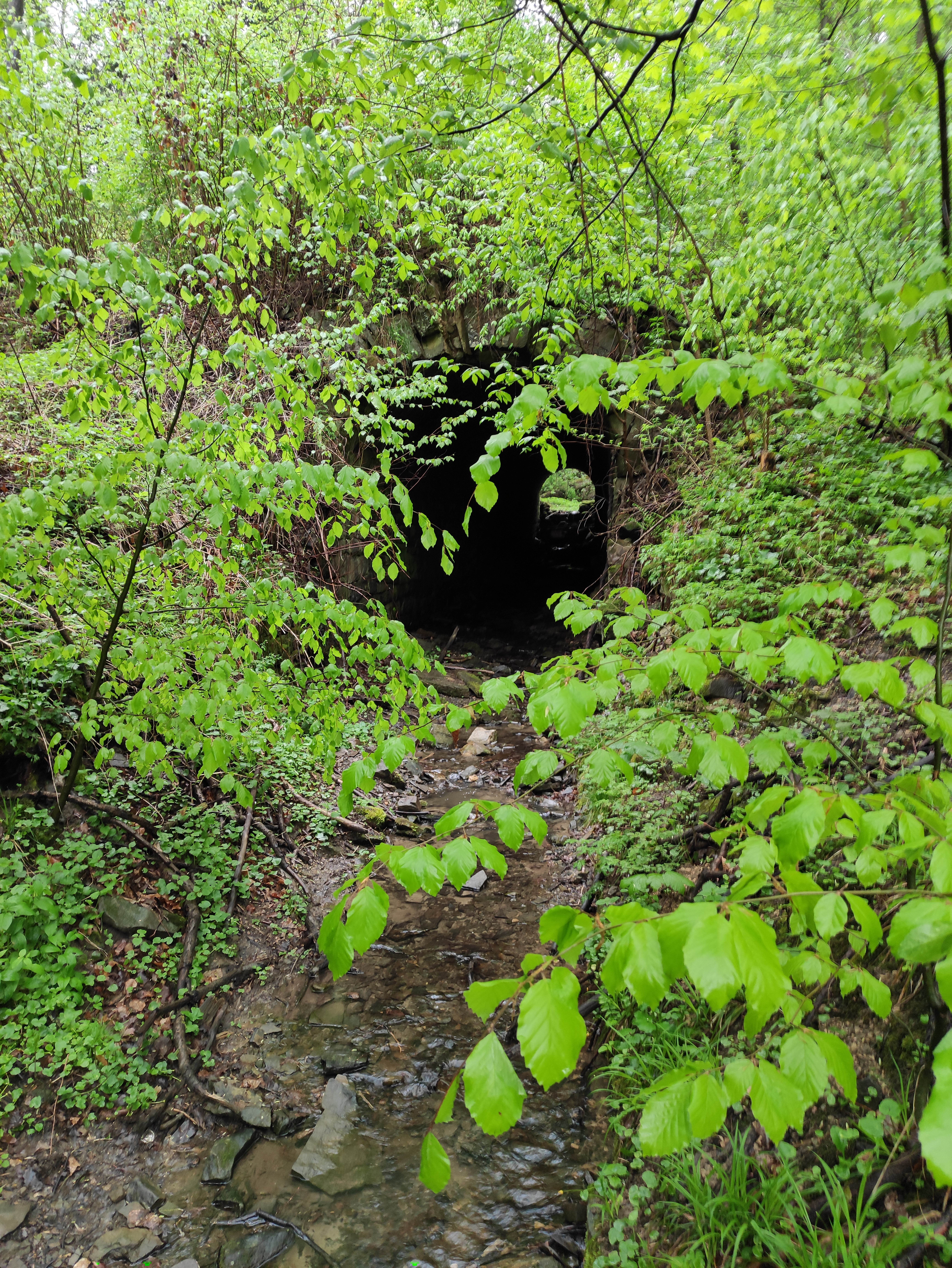